# 固鎮県
固鎮県（こちん-けん）は、中華人民共和国安徽省蚌埠市に位置する県。
紀元前202年に劉邦と項羽による楚漢戦争を終結させた垓下の戦いが起きた場所とされる。

## 行政区画
- 鎮:穀陽鎮、王荘鎮、新馬橋鎮、連城鎮、劉集鎮、任橋鎮、湖溝鎮、濠城鎮、楊廟鎮、仲興鎮
- 郷:石湖郷